# 무령왕 금귀걸이
무령왕 금귀걸이(武寧王 金製耳飾)는 충청남도 공주시 무령왕릉에서 출토된 백제시대의 금 귀고리 한 쌍으로 국립공주박물관에 소장되어 있다. 1974년 7월 9일 대한민국의 국보 제156호로 지정되었다.

## 개요
공주시 무령왕릉에서 출토된 백제시대의 금 귀고리 한 쌍으로 길이는 8.3cm이다. 왕의 널(관)안 머리 부근에서 발견되었으며, 호화로운 장식이 달려있다.
굵은 고리를 중심으로 2가닥의 장식을 길게 늘어뜨렸다. 하나는 속이 빈 원통형의 중간 장식 끝에 금판으로 된 커다란 나뭇잎 모양의 장식을 달았다. 이 장식은 무늬가 없어 간소하지만 앞·뒷면에 타원형의 작은 잎을 하나씩 붙여 변화를 주었다. 옆으로 보면 안이 굽은 모습을 하고 있다. 원통형의 중간 장식에는 금선과 금구슬을 이용해 장식한 마개가 있고, 서로 마주보게 나뭇잎 모양의 장식을 둘렀다. 다른 한 가닥은 여러 개의 작은 고리로 이루어진 구슬 모양의 장식에 나뭇잎 모양의 장식을 연결하고, 끝에는 금모자를 씌운 푸른 곱은 옥을 매달아 금색과 조화를 이루게 하였다. 이런 2줄의 귀고리는 경주 금령총에서도 발견된 적이 있다.

## 사진

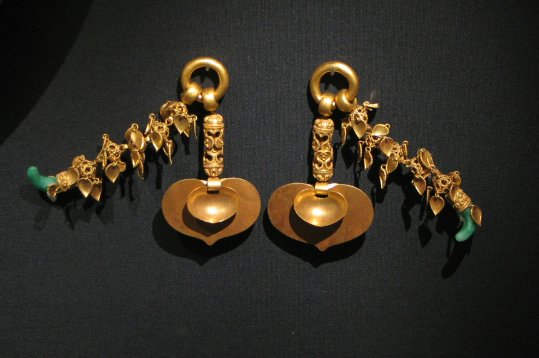

## 같이 보기
- 무령왕릉

## 참고 자료
- 무령왕 금귀걸이 - 국가유산청 국가유산포털